# World Coming Down
World Coming Down peti je studijski album američkog doom/gothic metal-sastava Type O Negative. Album je 21. rujna 1999. godine objavila diskografska kuća Roadrunner Records.

## O albumu
Kao što je bio slučaj s prethodnim albumom October Rust, ovaj album također sadrži "šaljivi intro": ovoga je puta intro, prikladno nazvan "Skip It" (Preskoči ga), dug 11 sekundi te sadrži staccato buku sastava koja zvuči kao da slušateljev uređaj za reprodukciju CD-a preskače pjesme. Inačice na kazetama sadržavale su buku vrpce koju je kazetofon "jeo". Intro završava uzvikom "Sucker!" (Pušioničaru!) kojeg je najvjerojatnije proizveo gitarist sastava Kenny Hickey.
Prva pjesma, "White Slavery", bavi se temom ovisnosti o kokainu. Druge dvije pjesme, "Everyone I Love Is Dead" i "Everything Dies", govore o teškoći promatranja članova obitelji i voljenih kako umiru. Na sljedećoj pjesmi, "Who Will Save the Sane?", uz ostale čudne dodatke, Peter Steele recitira broj pi zaokružen na devet decimala (3.141592653). Album sadrži tri pjesme "zvukovlja" koje su nazvane prema unutarnjim organima te iste služe kao prijelazi između pjesama. Svrha ovih pjesama je da prikažu mogućnosti smrti koje bi mogle pogoditi članove sastava: "Sinus" simbolizira smrt od predoziranja kokainom, "Liver" (Jetra) smrt zbog alkoholizma te "Lung" (Plućno krilo) smrt zbog pušenja. U ironičnoj slutnji Steele je jednom rekao jednom svojem bliskom prijatelju kako nije bio u stanju slušati "Sinus" nakon što je pjesma bila miksana i završena jer ga je zvuk ušmrkavanja kokaina kojeg je popratio zvuk kucanja srca koje se ubrzavalo do žestokog tempa dovodio do napadaja panike radi realističnosti. Posljednja pjesma albuma je obrada - mješavina triju pjesama The Beatlesa: "Day Tripper", "If I Need Someone" i "I Want You (She's So Heavy)". Tijekom snimanja albuma sastav je snimio "12 Black Rainbows", pjesmu koja je bila izostavljena s albuma te koja je bila objavljena na B strani singla "Everything Dies"; pjesma je naknadno bila uvrštena i na kompilaciju The Least Worst of Type O Negative na kojoj su se našle i druge dvije odbačene pjesme s istog perioda snimanja ("It's Never Enough" i "Stay Out of My Dreams").
Obrnuta vokalna tehnika backmaskinga  korištena je na nekoliko mjesta na albumu. Primjerice, backmasking tijekom početka pjesme "Creepy Green Light" sadrži molitvu koju recitira Peter Steele.
Dok je Type O Negative još postojao, članovi sastava su dijelili različita mišljenja u pogledu glazbe na World Coming Downu. Klavijaturist i producent Josh Silver smatrao je kako je glazba na albumu snažna, dok je basist i glavni kantautor Peter Steele komentirao kako su pjesme bile prečvrsto povezane s neugodnim razdobljem u njegovom životu. Na koncertima nakon turneje za promidžbu albuma sastav je vrlo rijetko svirao pjesme s albuma. Međutim, grupa je ipak često svirala naslovnu pjesmu albuma u cijelosti tijekom turneje za album Dead Again.
Za pjesmu "Everything Dies" snimljen je glazbeni spot.

## Popis pjesama
| 1.    | »Skip it«                                    | 0:11  |
| 2.    | »White Slavery«                              | 8:21  |
| 3.    | »Sinus«                                      | 0:53  |
| 4.    | »Everyone I Love Is Dead«                    | 6:12  |
| 5.    | »Who Will Save the Sane?«                    | 6:41  |
| 6.    | »Liver«                                      | 1:42  |
| 7.    | »World Coming Down«                          | 11:11 |
| 8.    | »Creepy Green Light«                         | 6:56  |
| 9.    | »Everything Dies«                            | 7:44  |
| 10.   | »Lung«                                       | 1:36  |
| 11.   | »Pyretta Blaze«                              | 6:57  |
| 12.   | »All Hallows Eve«                            | 8:36  |
| 13.   | »Day Tripper (medley)« (obrada The Beatlesa) | 7:04  |
| 74:04 |                                              |       |

## Recenzije
Album je uglavnom zadobio pozitivne kritike. Steve Huey, glazbeni kritičar sa stranice AllMusic, dodijelio je albumu četiri od pet zvjezdica te je komentirao: "Iako pjesme lakše uđu u uho nakon par preslušavanja, nisu toliko svijetle (relativno govoreći, naravno) kao većina drugih na October Rustu i u glazbenom i u tematskom pogledu. To je u redu, jer izgleda kako je World Coming Down prirodniji teren; [...] World Coming Down sadrži većinu najpoznatijih Type O Negative pjesama: lukave parodije gotičarskih [pjesama] "Creepy Green Light" i "All Hallows Eve" koje se veselo valjaju u svojoj slikovitosti koja podsjeća na filmove s vampirima; drugu pjesmu koja lako ulazi u uho, mračnu erotičnu fantaziju o gotičarki "Pyretta Blaze" koja govori o mutnim granicama između seksualne podčinjenosti i samouništavajućoj opsesiji te naravno, nastavak smicalice čudno odabranih obrada, koju ovog puta čini vrlo prikladna mješavina pjesama The Beatlesa ("Day Tripper", "If I Needed Someone" i "I Want You (She's So Heavy)"). No postoji i par iznenađenja na albumu, pjesme na kojima Steele prestaje koristiti svoj uobičajeni mig te izražava stvarnu bol i patnju – koje su sigurno, još uvijek, pune sarkazma i melodrame, no ipak je očito kako su "Everyone I Love Is Dead", "World Coming Down" i "Everything Dies" bile napisane uz spoznaju iz prve ruke u pogledu teme te da nisu ironične zafrkancije. Iskren ili ne, Steeleov je rad uvijek govorio o žalosti, depresiji i samoći iza njegovih uobičajenih ironičnih poziranja, mrke apatije i opće mizantropije; ovaj [album] izgleda kao njegov najozbiljniji pokušaj za nošenjem sa situacijom, shvaćajući kako može skinuti masku kad je to potrebno i ubaciti malo više iskutva iz stvarnog života u konvencije koje istovremeno i prigrljuje i ismijava. Upravo radi toga je World Coming Down dirljiviji album od October Rusta te je dodatni dokaz za to kako se više toga događa ispod površine Type O Negativea nego što mu se inače pripisuje.

## Zasluge
| Type O Negative - Peter Steele – vokali, bas-gitara, gitara, klavijature, predprogramiranje, produkcija - Kenny Hickey – gitara, dodatni vokali, deprogramiranje - Josh Silver – klavijature, prateći vokali, glazbeni uzorci, deprogramiranje, produkcija - Johnny Kelly – bubnjevi, prateći vokali, programiranje Dodatni glazbenici - Richard Termini – klavijature (na pjesmi 11) - Paul Bento – sitar, tambura (na pjesmama 7 i 13) | Ostalo osoblje - Mike Curry – dizajn - Noel Wiggins – dizajn - Lynda Kusnetz – kreativno voditeljstvo - Michael Marciano – inženjer zvuka, miksanje - George Marino – mastering - Vincent Soyez – fotografija |